# Felix Mitterer
Felix Mitterer (* 6. února 1948, Achenkirch, Tyrolsko) je rakouský dramatik a herec.

## Životopis

### Dětství
Jeho otcem byl uprchlík z Rumunska. Jeho matka, ovdovělá selka Adelheid Marksteinerová, jej krátce po porodu dala k adopci, a tak Felix vyrůstal v rodině zemědělských dělníků Mittererových, po nichž nese i jméno. Do školy chodil nejprve Kitzbühelu a pak v Kirchbergu. Oba rodiče hodně četli a vedli k tomu i adoptivního syna. Již ve škole začal psát povídky. Psaní mu pomáhalo utíkat z reality od surové matky.[zdroj?] Po absolvování obecné školy navštěvoval od roku 1962 v Innsbrucku seminář pro učitele, středoškolská studia však nedokončil a nastoupil do práce u celního úřadu.

## Dramatik
Debutoval počátkem 70. let povídkami, které nastudovalo rakouské rádio ORF. Přelomovým byl rok 1977, kdy tyrolské divadlo Blaas uvedlo jeho hru Kein Platz für Idioten (Zde není místo pro idioty), ve které ztvárnil hlavní roli. V tom samém roce mu vyšla i knížka pro děti Superhenne Hanna (Superslípka Hanka) a napsal scénář hry Schiessen (Střelba) pro televizi. Po určitou dobu se věnoval psaní i herectví, nakonec se však rozhodl nastoupit dráhu spisovatele a dramatika.
Trhákem se stalo filmové zpracování jeho hry Piefke-Saga (Prušácká sága), ve které se s humorným až sarkastickým nadhledem věnuje vztahu mezi Rakušany a Němci.
Výrazným dílem je např. jeho hra In der Löwengrube (V jámě lvové, 1998), inspirovaná životem rakouského herce Lea Reusse (u nás tuto hru uvedlo roku 2007 pražské divadlo Rokoko).
V češtině vyšly roku 2008 tři Mittererovy hry (Smrtelné hříchy, Jana aneb jak vymyslet národ a Zpověď) pod názvem Smrtelné hry.
Felix Mitterer uveřejnil desítky divadelních a rozhlasových her a byl mnohokrát vyznamenán (např. 1987 Cena Petera Roseggera, 1991 Cena Adolfa Grimmeho, 2001 Cena Ernesta Tollera, 2004 Prix Italia atd.) Od roku 1995 žije autor se svou rodinou v Irsku.

## Dílo

### Divadelní hry
- Kein Platz für Idioten (1977)
- Veränderungen (1980)
- Stigma (1982)
- Karrnerleut ʼ83. Einakter (1983)
- Návštěvní hodiny, též Návštěvní doba (Besuchszeit (1985, česky 1991, přel. Josef Balvín)
- Drachendurst oder Der rostige Ritter (1986)
- Die wilde Frau (1986)
- Neznám krásnější zemi (Kein schöner Land, (1987, č. 1988, přel. Vladislav Čejchan)
- Verlorene Heimat (1987)
- Heim (1987)
- Die Kinder des Teufels (1989)
- Sibiř (Sibirien, 1989, č. 1991, přel. Jitka Jílková)
- Munde (1990)
- Pan Jedermann (Ein Jedermann, 1991, č. 1993, přel. Magdalena Štulcová)
- Das Spiel im Berg. Eine Reise durch die Unterwelt (1992)
- Das wunderbare Schicksal. Aus dem Leben des Hoftirolers Peter Prosch (1992)
- Abraham. Hra o lásce (Abraham. Ein Stück über die Liebe (1993, č. 1998, přel. Magdalena Štulcová)
- Geierwally (1993)
- Das Fest der Krokodile (1994)
- Účtování v domě božím (Krach im Hause Gott, (1994, č. 1998, přel. Magdalena Štulcová)
- V jámě lvové (In der Löwengrube, 1998, č. 2006, přel. Václav Cejpek)
- Die Frau im Auto (1998)
- Smrtelné hříchy (Tödliche Sünden. Sieben Einakter, 1999, č. 2008,  přel. Magdalena Štulcová)
- Die drei Teufel (1999).
- Mein Ungeheuer (2000)
- Gaismair (2001)
- Jana aneb Jak vymyslet národ (Johanna oder Die Erfindung der Nation, 2002, č. 2008,  přel. Magdalena Štulcová)
- Die Hutterer (2004)
- Zpověď (Die Beichte, 2004, č. 2008, přel. Magdalena Štulcová)
- Fleisch (2005)
- Die Weberischen. Musical (2006)
- Pardál (Der Panther, 2007, č. 2010, přel. Magdalena Štulcová)
  - Český rozhlas, Rozhlasová úprava a režie Lída Engelová. Dramaturg Hynek Pekárek, Osoby a obsazení: Marion (Blanka Bohdanov)), muž (Josef Somr) a Heinz (David Novotný). Premiéra 26. 6. 2010[3]
  - Divadlo Ungelt, hráli: Jana Štěpánková, František Němec, Ondřej Novák, režie Ladislav Smoček, premiéra 6. prosince 2017.[4]
- Franz von Assisi – Der Narr Gottes (2008)
- Der Patriot (2008)
- Speckbacher (2009)
- Du bleibst bei mir (2011)
- Passionsspiele Erl (2013)
- Jägerstätter (2013)
- Der Boxer (2015)

### Rozhlasové hry
- Zpověď (Die Beichte, 2004, česky 2005[5]) – rozhlasová hra, která se zabývá aktuální problematikou sexuálních skandálů v církvi. V témže roce oceněno Prix Italia; později přepracováno jako divadelní hra a filmový scénář.
- Pardál (Der Panther, 2007, česky 2010) – rozhlasová hra, jejíž název je převzat z básně Rainera Marii Rilkeho.[6]